# Harold Washington

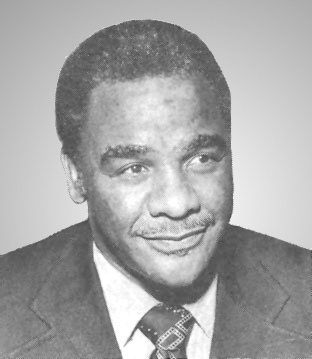
Harold Washington (1981)

Harold Lee Washington (* 15. April 1922 in Chicago, Illinois; † 25. November 1987 ebenda) war ein US-amerikanischer Politiker und von 1983 bis zu seinem Tod der erste afroamerikanische Bürgermeister von Chicago. Der Demokrat war ab 1980 Mitglied des US-Repräsentantenhauses. 
Washington musste sich gegen harten internen Widerstand in seiner Partei durchsetzen. Obwohl Chicago eine Hochburg der Demokraten ist, gelang es ihm anfangs nur mühsam, sich bei Wahlen und als Bürgermeister durchzusetzen, da viele weiße Demokraten lieber mit seinem republikanischen Gegner zusammenarbeiteten als mit ihm. 2021 wurde die Dokumentation Punch 9 for Harold Washington veröffentlicht.

## Frühe Jahre
Washington war der Sohn von Roy Washington und Bertha Jones. Er studierte am Roosevelt College (jetzt Roosevelt University) und schloss dort 1949 mit einem B. A. ab. 1952 schloss er seine Jura-Ausbildung an der Northwestern University School of Law in Evanston ab und arbeitete danach als Rechtsanwalt. 1965 bekam er einen Sitz im Repräsentantenhaus von Illinois, 1976 einen im Senat des Staates und 1980 schließlich einen im US-Repräsentantenhaus.

## Wahl zum Bürgermeister von Chicago (1983)
Chicago wurde zu Washingtons Zeiten seit Jahrzehnten von Demokraten regiert. Der ganze Staat Illinois war eine demokratische Hochburg. Faktisch hieß das im Normalfall, dass der Gewinner der demokratischen Vorwahl auch der spätere Gewinner der eigentlichen Wahl sein würde. Im Vorfeld der Wahl hatten Bürgerrechtler mehr als 100.000 Afroamerikaner in Chicago dazu gebracht, sich neu als Wähler registrieren zu lassen. Washington profitierte von diesen Stimmen, während sich die Stimmen der weißen Bevölkerungen auf die amtierende Bürgermeisterin Jane Byrne und Herausforderer Richard M. Daley, den Sohn des jahrzehntelang amtierenden Bürgermeisters, Richard J. Daley, aufspalteten. Washington gewann mit 37 % vor Byrne (33 %) und Daley (30 %).
Während der republikanische Herausforderer, Bernard Epton, vor dem Wahlkampf als vernachlässigbare Größe erschien, zeigte sich im direkten Vorfeld der Wahl, dass dieser von vielen weißen Demokraten und Basisorganisationen unterstützt wurde. Darunter befand sich auch Edward „Fast Eddie“ Vrdolyak. Vrdolyak war Vorsitzender der Demokraten im Cook County, in dem auch Chicago liegt, und damit eine sehr ernst zu nehmende Größe.
Die Wahlen selbst zeigten sich dann als Abstimmung nach ethnischer Herkunft. Während Epton 90 % aller Stimmen in den Stadtbezirken mit vorwiegend weißer Bevölkerung bekam, waren es nur 3 % in denen mit vorwiegend schwarzer. Bei Washington waren die Zahlen umgekehrt. Insgesamt hatte Washington vier Prozentpunkte Vorsprung.

## Bürgermeister (1983–1987)
Seine erste Amtszeit gestaltete sich ähnlich. Washington musste sich mit einer Mehrheit von 29 zu 21 auseinandersetzen, die in den sogenannten „Council Wars“ seine Reformen bekämpfte und sich weigerte, seine Kandidaten für Regierungsstellen zu ernennen. Die 29, auch bekannt als „Vrdolyak 29“, wurden von den „Eddies“ geführt. Neben Eddie Vrdolyak waren dies mehrere einflussreiche weiße Demokraten. Unterstützt wurden sie von dem Justizminister von Illinois, Richard M. Daley, dem US-Kongressabgeordneten Bill Lipinski, Dan Rostenkowski und anderen weißen Demokraten aus Illinois.
Washington gelang es, mit seinen Vetorechten zu regieren. Den „Eddies“ fehlte eine 30. Stimme, um sein Veto überstimmen zu können, seine Koalition aus Afroamerikanern, Latinos und weißen Liberalen stimmte für ihn. Washington kämpfte vor den Gerichten dafür, eine Wahlrechtsreform rückgängig zu machen, die seine Vorgängerin eingeführt hatte. Als das Gericht daraus folgend eine Extrawahl nach dem alten Modus anordnete, gelang es ihm, 25 eigene Kandidaten für den Stadtrat durchzubringen. Zusammen mit seiner Stimme als Vorsitzender konnten sie so die 25 anderen Stadtratsmitglieder überstimmen.
Die Wiederwahl 1987 gewann er sicher. Trotz der kurzen Zeit bis zu seinem Tod gelang es ihm noch, die Eddies zu entmachten. Vrdolyak wechselte zur republikanischen Partei, die ehemals Zuständigen für öffentliche Parks, Kelly, und Finanzen, Burke, verloren ihre Posten.

## Tod
Washington, der übergewichtig war, Bluthochdruck hatte, hohe Cholesterinwerte aufwies und an Herzvergrößerung litt, starb am 25. November 1987 im Alter von 65 Jahren an einem Herzinfarkt. Gegner verbreiteten das Gerücht, dass er infolge Medikamentenmissbrauchs oder an Drogen gestorben sei.